# Florian Müller-Plathe
Florian Müller-Plathe (* 1960 in Hamburg) ist ein deutscher Theoretischer Chemiker und Professor für Theoretische Physikalische Chemie an der Technischen Universität Darmstadt.

## Werdegang
Müller-Plathe besuchte das Wilhelm-Gymnasium Hamburg (Abitur 1978), studierte Chemie an der Ludwig-Maximilians-Universität München und promovierte 1988 am Max-Planck-Institut für Astrophysik in Garching unter der Anleitung von Geerd Diercksen. Als Wissenschaftlicher Mitarbeiter war er mehrere Jahre am Daresbury Laboratory in Warrington, UK, und an der ETH Zürich, wo er sich 1994 bei Wilfred F. van Gunsteren als Privatdozent für Physikalische Chemie habilitierte. Von 1996 bis 2002 war er Forschungsgruppenleiter für Computergestützte Chemie am Max-Planck-Institut für Polymerforschung in Mainz, bevor er 2002 einen Ruf auf eine Professur an die Jacobs University Bremen annahm. Seit 2005 ist Müller-Plathe Professor für Theoretische Physikalische Chemie an der TU Darmstadt; von 2007 bis 2013 war er Prodekan für Forschung des Fachbereichs Chemie. Von 2008 bis 2014 war er Sprecher des Schwerpunktprogramms 1369 „Polymer-Festkörper-Kontakte – Grenzflächen & Interphasen“ der Deutschen Forschungsgemeinschaft.
Von 2015 bis 2016 war er Visiting Fellow im Fachbereich Chemical and Biological Engineering der Princeton University, USA. Zwischen 1995 und 2000 war er Gastprofessor an der Universidade de São Paulo, Instituto de Física, Brasilien.
Müller-Plathe war von 2001 bis 2022 Herausgeber der Fachzeitschrift Soft Materials (Verlag Taylor & Francis).
Er ist Mitgründer und Mitinhaber von inter Culturas, einer Unternehmensberatung, die sich auf interkulturelle Trainings und Diversity Management spezialisiert hat. Müller-Plathes Schwerpunkt sind Trainings zur Führung multinationaler Teams und Projekte.

## Forschungsinteressen
Müller-Plathes Arbeitsgebiet umfasst die molekulare Simulation von Systemen der weichen Materie mit einem Schwerpunkt bei Polymeren und Polymermaterialien, z. B. Polymerinterphasen, und in ihnen ablaufende molekulare Prozesse, z. B. Permeation. Ein erheblicher Teil entfällt auf die Entwicklung neuer Simulationsverfahren, Algorithmen, Software und Modelle. Auf Müller-Plathe zurückgehende Verfahren sind z. B. die Iterative Boltzmann-Inversion zur Erzeugung systematisch vereinfachter Polymermodelle, die „reverse non-equilibrium molecular dynamics“ Methode zur Berechnung von Wärmeleitfähigkeiten und Scherviskositäten und die „phantom-wall“ Methode zur Berechnung von Grenzflächenspannungen zwischen Flüssigkeiten und Festkörpersubstraten.

## Preise und Auszeichnungen
Im Jahr 2014 erhielt er den Athene-Sonderpreis für Interdisziplinäre Lehre der Giersch-Stiftung.
Von 1979 bis 1985 bekam er ein Stipendium der Studienstiftung des Deutschen Volkes.

## Mitgliedschaften
Seit 2009 ist Müller-Plathe ordentliches Mitglied der Mathematisch-naturwissenschaftlichen Klasse der Akademie der Wissenschaften und der Literatur in Mainz.